# العذراء في الواقي الذكري
العذراء في الواقي الذكري هو تمثال مثير للجدل أنشأته تانيا كوفاتس في عام 1994. إنه تمثال من ثلاث بوصات للسيدة مريم العذراء مغطى بواقي ذكري شفاف. سُرِق من متحف الفن المعاصر في سيدني بأستراليا خلال أيام من عرضه. جذب المتظاهرين المسيحيين عندما عُرِض في عام 1998 في متحف نيوزيلندا تي بابا تونغاريوا.